# 冷たくしないで
「冷たくしないで」（原題：Don't Be Cruel）は、エルヴィス・プレスリーが1956年に発表した楽曲。ローリング・ストーンの選ぶオールタイム・グレイテスト・ソング500（2004年版）では197位にランクされている。

## 概要
エルヴィスの楽曲を管理する音楽出版社ヒル・アンド・レンジから最初にもたらされた作品である。作詞作曲は、「恋にしびれて」「心の届かぬラヴ・レター」「破れたハートを売り物に（One Broken Heart for Sale）」などの作者としても知られるオーティス・ブラックウェル。
レコーディングは1956年7月2日、ニューヨークのRCA・スタジオで行われた。この日のセッションではほかに「ハウンド・ドッグ」と「どっちみち俺のもの（Any Way You Want Me）」の2曲が録音された。
同年7月13日、「ハウンド・ドッグ」と両A面扱いで発売される。ビルボードのポップ・チャート、R&Bチャート、カントリー・チャート、いずれも1位を記録した。また、ビルボードの1956年の年間チャートの2位を記録し（1位は「ハートブレイク・ホテル」）、プラチナディスクに輝いた。
1984年にはアサヒビールのCMソングに。

## カバー・バージョン
|        | アーティスト名             | レコード                                                                                                  |
| ------ | -------------------------- | --- |
| 1958年 | ジェリー・リー・ルイス     | 『Jerry Lee Lewis』                                                                                       |
| 1959年 | コニー・フランシス         | 『Rock 'n' Roll Million Sellers』                                                                         |
| 1960年 | ビル・ブラックズ・コンボ   | シングル。全米11位。                                                                                      |
| 1962年 | パティ・ペイジ             | 『Patti Sings Golden Hits of the Boys』                                                                   |
| 1963年 | パット・ブーン             | 『Pat Boone Sings Guess Who?』                                                                            |
| 1964年 | プラターズ                 | 『10th Anniversary Album』                                                                                |
| 1969年 | ディラード&クラーク        | シングル                                                                                                  |
| 1970年 | アルバート・キング         | 『Blues for Elvis – King Does the King's Things』                                                         |
| 1971年 | ジョディ・ミラー           | 『He's So Fine』                                                                                          |
| 1974年 | ビリー・スワン             | 『I Can Help』                                                                                            |
| 1974年 | アルヴィン・リー           | 『栄光への飛翔 (イン・フライト)』 - In Flight                                                             |
| 1976年 | あがた森魚                 | 『日本少年』。日本語詞をつけて「つめたく冷して」というタイトルでカバー。                                  |
| 1977年 | オーティス・ブラックウェル | 『These Are My Songs!』                                                                                   |
| 1977年 | マール・ハガード           | 『My Farewell to Elvis』                                                                                  |
| 1987年 | ザ・ジャッズ               | シングル                                                                                                  |
| 1988年 | チープ・トリック           | 『永遠の愛の炎』。シングルカットされ全米4位。                                                             |
| 1988年 | ディーヴォ                 | 『トータル・ディーヴォ』                                                                                  |
| 1994年 | アル・クーパー             | 『Rekooperation』                                                                                         |
| 1994年 | デボラ・ハリー             | 『Brace Yourself! A Tribute to Otis Blackwell』                                                           |
| 2001年 | ブライアン・フェリー       | 『Good Rockin' Tonight - The Legacy Of Sun Records』                                                      |
| 2006年 | キース・エマーソン         | 『Off the Shelf』                                                                                         |
| 2007年 | 細野晴臣                   | 『Harry Hosono／Crown Years 1974-1977』。あがた森魚の日本語詞バージョン。1976年5月8日の中華街ライブ音源。 |
| 2007年 | 一十三十一                 | シングル                                                                                                  |
| 2012年 | ホセ・フェリシアーノ       | 『The King』                                                                                              |